# Marina Andreea Baboi
Marina Andreea Baboi (* 4. Juni 1999 in Buzău) ist eine rumänische Leichtathletin, die sich auf den Sprint spezialisiert hat.

## Sportliche Laufbahn
Erstmals bei einer internationalen Meisterschaft trat Marina Andreea Baboi bei den Jugendweltmeisterschaften 2015 in Cali an, bei denen sie im 100-Meter-Lauf mit 12,16 s in der ersten Runde ausschied. Anschließend gelangte sie beim Europäischen Olympischen Jugendfestival in Tiflis über 100 Meter bis in das Halbfinale, in dem sie mit 12,37 s ausschied und mit der rumänischen 4-mal-100-Meter-Staffel konnte sie sich in 48,13 s nicht für das Finale qualifizieren. Im Jahr darauf erreichte sie bei den Jugendeuropameisterschaften in Tiflis über 100 und 200 Meter das Halbfinale, in dem sie mit 11,96 s bzw. 24,63 s ausschied. Auch bei den im Jahr darauf in Grosseto stattfindenden U20-Europameisterschaften schied sie über 100 und 200 Meter mit 11,97 s und 24,16 s im Halbfinale aus und scheiterte mit der 4-mal-400-Meter-Staffel in 3:46,69 min im Vorlauf. An den U20-Weltmeisterschaften 2018 in Tampere nahm sie nur über 200 Meter teil und schied dort mit 11,69 s im Halbfinale aus.
2019 nahm sie im 60-Meter-Lauf an den Halleneuropameisterschaften in Glasgow teil, scheiterte dort aber mit 7,44 s in der ersten Runde. Über 100 Meter nahm sie anschließend an den Europaspielen in Minsk teil und gelangte dort in 11,70 s auf Rang 13. Daraufhin erreichte sie bei den U23-Europameisterschaften in Gävle über 100 Meter das Halbfinale, in dem sie mit 11,84 s ausschied, während sie im 200-Meter-Lauf in 24,10 s auf den achten Platz gelangte. Zudem schied sie mit der 4-mal-100-Meter-Staffel mit 45,96 s in der Vorrunde aus. 2020 siegte sie bei den Balkan-Meisterschaften in Cluj-Napoca in 46,11 s mit der Staffel und gewann über 100 Meter in 11,73 s die Bronzemedaille. Jahr darauf sicherte sie sich bei den Balkan-Hallenmeisterschaften in Istanbul in 7,40 s die Bronzemedaille über 60 Meter. Kurz darauf schied sie bei den Halleneuropameisterschaften in Toruń mit 7,36 s im Halbfinale aus. Ende Juni belegte sie bei den Balkan-Meisterschaften in Smederevo in 11,57 s den siebten Platz über 100 m und wurde in 23,82 s ebenfalls Siebte im 200-Meter-Lauf. Zudem gewann sie in 45,82 s die Bronzemedaille in der 4-mal-100-Meter-Staffel. Kurz darauf schied sie bei den U23-Europameisterschaften in Tallinn mit 11,55 s im Halbfinale über 100 m aus und wurde in 23,48 s Siebte über 200 m. 2022 gewann sie bei den Balkan-Hallenmeisterschaften in Istanbul in 7,44 s die Bronzemedaille über 60 m hinter der Zyprin Olivia Fotopoulou und Milana Tirnanić aus Serbien und schied kurz darauf bei den Hallenweltmeisterschaften in Belgrad mit 7,38 s in der Vorrunde aus. Im Juni belegte sie bei den Balkan-Meisterschaften in Craiova in 11,86 s und 24,44 s jeweils den sechsten Platz über 100 und 200 Meter und gelangte mit der Staffel mit 45,87 s auf Rang fünf.
2023 wurde sie bei der 2. Liga der Team-Europameisterschaft im Rahmen der Europaspiele in Chorzów in 11,73 s Siebte im B-Lauf über 100 Meter und kam mit der 4-mal-100-Meter-Staffel nicht ins Ziel. Anschließend wurde sie bei den Balkan-Meisterschaften in Kraljevo in 24,04 s Elfte über 200 Meter und gewann mit der Staffel in 45,97 s die Silbermedaille hinter dem serbischen Team. Im August schied sie bei den Spielen der Frankophonie in Kinshasa mit 11,97 s im Halbfinale über 100 Meter aus und wurde im Semifinale über 200 Meter disqualifiziert. Zudem gewann sie in der 4-mal-100- und 4-mal-400-Meter-Staffel jeweils die Bronzemedaille.
In den Jahren von 2018 bis 2021 wurde Baboi rumänische Meisterin im 100-Meter-Lauf sowie von 2018 bis 2021 und 2023 über 200 Meter sowie 2017 in der 4-mal-100- und 4-mal-400-Meter-Staffel. In der Halle siegte sie 2018 und 2019 sowie 2021 und 2022 über 60 Meter sowie 2022 auch im 200-Meter-Lauf.

## Persönliche Bestzeiten
- 100 Meter: 11,50 s (+2,0 m/s), 30. Juli 2019 in Pitești
  - 60 Meter (Halle): 7,29 s, 5. Februar 2021 in Bukarest[2]
- 200 Meter: 23,48 s (−0,4 m/s), 10. Juli 2021 in Tallinn
  - 200 Meter (Halle): 24,91 s, 27. Februar 2022 in Bukarest